# Muermans Vastgoed Cup
De Muermans Vastgoed Cup was jarenlang het openingstoernooi van de PGA Holland Tour.
In 1989 vond de eerste editie van de Muermans Vastgoed Cup plaats. Het toernooi werd op woensdag, donderdag en zaterdag gespeeld, op vrijdag was er een Pro-Am.
| - 1989: ? - 1990: ? - 1991: ? - 1992: ? - 1993: ? | - 1994: ? - 1995: Rolf Muntz - 1996: ? - 1997: ? - 1998: ? | - 1999: ? - 2000: Simon Brown - 2001: Robert-Jan Derksen - 2002: Chris van der Velde - 2003: Joost Steenkamer |

In 2000 besloten Harry en Jacques Muermans om ook als sponsor op te treden voor de Muermans Challenge Open. Ze deden dat in 2000 en 2001, en niet lang daarna ging het grootste toernooi van de PGA Holland Tour verloren.

## Varia
- In 2000 verbeterde Heinz Peter Thül het baanrecord met een ronde van 65. Simon Brown won de play-off van Rolf Muntz, Robert-Jan Derksen en Thül. Muntz werd 2e, Derksen en Thül gedeeld 3e.